# Finschs Waran
Finschs Waran (Varanus finschi) ist eine auf Neuguinea und in Australien beheimatete Art der Warane aus der Untergattung Euprepiosaurus.

## Aussehen, Körperbau
Ausgewachsene Tiere erreichen eine Gesamtlänge von 120–135 cm. Der Schwanz ist etwa 1,6-mal so lang wie die Kopf-Rumpf-Länge. Das Muster auf dem Rücken der ausgewachsenen Exemplare besteht aus einer Vielzahl von schwarzen Augenflecken, welche in unregelmäßigen Querreihen angeordnet sind. Die mit einem gelblichen Mittelpunkt besetzten Flecke verzieren die dunkelgraue Grundfärbung seiner Haut. Bauch und Kehle sind weißlich gefärbt. Der dunkle Kopf besitzt zahlreiche gelbliche Flecken. Die für Warane typisch gespaltene Zunge ist rosa gefärbt. Das Muster der Jungtiere entspricht weitgehend dem der Erwachsenen, wobei es aber ein wenig auffälliger ist. Gelegentlich ist der Hals und der Nacken der Jungtiere mit grauen Sprenkeln versehen. Diese auffälligen Markierungen der Jungtiere verblassen mit der Zeit und verschwinden schließlich, wenn sie geschlechtsreif werden. Um die Körpermitte sind bei Finschs Waran 158 bis 196 Schuppen angeordnet. Am Rücken, hinter dem Kopf und an den Hinterläufen befinden sich 171 bis 199 Schuppen.

## Ernährung
Finschs Waran ernährt sich von Krabben, Skorpionen, Heuschrecken und Käfern.

## Verbreitung und Lebensraum
Finschs Warane leben auf Papua-Neuguinea und auf dem Bismarck-Archipel. Zudem befinden sich einige Populationen auf der Kap-York-Halbinsel in Queensland (Australien). Finschs Waran ist laut der IUCN in seinem Lebensraum nicht gefährdet. Das liegt an den vielen Reservaten und Schutzgebieten innerhalb ihres Verbreitungsgebietes, da dort schon andere gefährdete Tierarten leben und da einige Lebensraumtypen als Weltnaturerbe unter Schutz stehen.
Seinen Namen trägt Finschs Waran zu Ehren des deutschen Ornithologen Otto Finsch.